# Волков, Алексей Андреевич (1738)
Алексе́й Андре́евич Во́лков (1738 — 21 августа (1 сентября) 1796 года, Тюмень) — русский государственный деятель екатерининского времени, генерал-поручик, правитель Рязанского наместничества (1780—1788), и. о. пермского и тобольского генерал-губернатора (1788—1796).

## Биография

### Происхождение
Алексей Андреевич Волков родился в 1738 году в дворянской семье Волковых и был сыном офицера лейб-гвардии Семёновского полка Андрея Андреевича Волкова (с 1762 года в отставке в чине гвардии премьер-майора). Его братьями были Александр Андреевич Волков, действительный статский советник и герольдмейстер, и Аполлон Андреевич Волков, генерал-поручик, впоследствии действительный тайный советник и сенатор.

### Служба
В 1745 году все три сына Андрея Андреевича Волкова, в том числе и 7-летний Алексей, были записаны на военную службу в лейб-гвардии Семёновский полк. В 1762 году Алексей Андреевич был произведён в первый офицерский чин прапорщика, затем последовательно получил чины подпоручика (1763 год), поручика (1766 год) и капитан-поручика (1768 год). С конца 1768 до середины 1770 года вместе с сестрой Анной и её мужем Н. Е. Муравьевым совершил заграничное путешествие, во время которого в Лейпциге познакомился с молодым А. Н. Радищевым.
Произведённый 26 ноября (7 декабря) 1770 года в капитаны лейб-гвардии Семёновского полка, Волков уже 13 (24) декабря 1770 (того же) года был переведён в Томский пехотный полк с чином армейского полковника. 22 сентября (3 октября) 1775 года был произведён в бригадиры, ровно через три года получил чин генерал-майора; на 1776 год состоял в Муромском пехотном полку.
12 (23) августа 1780 года Екатерина II назначила его правителем Рязанского наместничества. Эту должность Волков занимал до 22 сентября (3 октября) 1788 года, причём в 1786 году был пожалован в генерал-поручики и награждён орденом Святого Владимира 2-й степени.

### Пермский и Тобольский генерал-губернатор
Прослужив в Рязани 8 лет, Волков в 1788 году был назначен правящим должность генерал-губернатора Пермского и Тобольского наместничеств, сменив на этом посту Е. П. Кашкина, переведённого на пост Ярославского и Вологодского генерал-губернатора. В его подчинении находились правители (губернаторы) Пермского (И. В. Колтовский) и Тобольского (А. В. Алябьев) наместничеств, которые занимали второстепенное положение при наличии генерал-губернатора. Так, В. C. Верхоланцев писал о положении дел в Перми при Кашкине и Волкове: «Первыми губернаторами Пермской губернии были П. В. Ламб (1781—1782) и И. В. Колтовский (1782—1796). Оба они, в присутствии наместника, были лицами малозаметными. Они не могли действовать самостоятельно, и потому о их деятельности трудно сказать что-нибудь».
В период генерал-губернаторства Волкова в Перми было построено каменное здание главного городского училища на углу улиц Сибирской и Дворянской (позднее Петропавловской, сейчас (на 2006 год) — Коммунистическая); 24 ноября (5 декабря) 1789 года были открыты народные училища в Екатеринбурге, Ирбите, Шадринске, Верхотурье, Кунгуре, Соликамске и Чердыни; в 1792 году открыта первая типографию при наместническом управлении в Перми. Был завершён перевод в Пермь Пыскорского мужского монастыря, причём Волков построил его не на Ягошихинской горе, как предполагал его предшественник Кашкин, а на Слудской.
Волков пригласил на службу в Пермское наместничество Ф. Х. Граля, в 1791—1797 годах служившего уездным врачом Ирбитского уезда, а уже после смерти Волкова ставшего первым губернским врачом Пермской губернии.
28 июня (9 июля) 1796 года Волков был награждён орденом Святого Александра Невского. Два месяца спустя, 21 августа (1 сентября) 1796 года, в Тюмени, возвращаясь в Пермь из поездки в Тобольск, генерал-губернатор Волков скончался от апоплексии.
После смерти Волкова должность генерал-губернатора первоначально оставалась незамещённой, а затем вступивший на престол император Павел I упразднил должность Пермского и Тобольского генерал-губернатора и переименовал ставшие самостоятельными Пермское наместничество и Тобольское наместничество в одноимённые губернии (12 (23) декабря 1796 года).

### Семья
Волков был женат на княжне Анне Петровне Щербатовой, дочери капитана гвардии в отставке князя Петра Михайловича Щербатова и сестре сенатора, почётного опекуна, действительного тайного советника князя Павла Петровича Щербатова.

## Комментарии
1. ↑  Род Волковых, к которому принадлежал А. А. Волков, восходит к ярославскому помещику Аврааму Васильевичу Волкову, жившему в 1-й половине XVII века. П. В. Долгоруков причислял его к потомкам Григория Волка, перешедшего на русскую службу из Литвы в начале XVI века[1], но В. В. Руммель разделял Волковых — потомков Григория Волка и Волковых — потомков Авраама Васильевича Волкова как два отдельных рода[2].
2. ↑  По этой должности Волков подчинялся сначала Калужскому, Тульскому и Рязанскому генерал-губернатору М. Н. Кречетникову, затем Рязанскому и Тамбовскому генерал-губернатору (сначала М. Ф. Каменскому, затем И. В. Гудовичу).
3. ↑  В литературе именуется также наместником, например, в книге В. С. Верхоланцева[3]. Согласно «Учреждению для управления губерний» 1775 года наименования должности «генерал-губернатор» и «наместник» были равнозначными, но в официальных изданиях «Месяцослов с росписью чиновных особ в государстве» и «Придворный месяцослов» на 1789—1796 годы Волков всегда именовался правящим должность генерал-губернатора, а не наместником.
4. ↑  В справочнике С. В. Волкова ошибочно утверждается, что он состоял на службе по 1798 год и в 1796 году был переименован в действительные тайные советники (смешан с братом Аполлоном Андреевичем). В издании «Губернии Российской империи» и справочнике «Кавалеры Императорского ордена Святого Александра Невского» ошибочно указано, что он оставался генерал-губернатором до 26 января (6 февраля) 1797 года.